# Tomb Raider (2018)
Tomb Raider is een Amerikaans-Britse actie-avonturenfilm uit 2018, geregisseerd door Roar Uthaug met Alicia Vikander als Lara Croft. De film is geschreven door Geneva Robertson-Dworet en dient als reboot voor de Tomb Raider-filmfranchise.

## Verhaal
Lord Richard Croft verdwijnt op mysterieuze wijze. Van zijn dochter wordt verwacht dat ze haar vaders bedrijf overneemt, maar Lara beslist om in Londen te blijven, waar ze een bestaan leidt op de rand van de maatschappij. De verdwijning van haar vader blijft door haar hoofd spoken. Na een arrestatie door de politie besluit ze om de papieren niet te tekenen die haar vader als dood verklaren, maar haar vader liet haar een aanwijzing na, die haar naar hem kan leiden. Lara gaat daarna op zoek naar haar vader.

## Rolverdeling
| Acteur                 | Personage     |
| ---------------------- | ------------- |
| Alicia Vikander        | Lara Croft    |
| Dominic West           | Richard Croft |
| Walton Goggins         | Mathias Vogel |
| Daniel Wu              | Lu Ren        |
| Kristin Scott Thomas   | Ana Miller    |
| Derek Jacobi           | Mr. Yaffe     |
| Alexandre Willaume     | luitenant     |
| Tamer Burjaq           | huurling      |
| Adrian Collins         | huurling      |
| Keenan Arrison         | huurling      |
| Andrian Mazive         | huurling      |
| Milton Schorr          | huurling      |
| Hannah John-Kamen      | Sophie        |
| Antonio Aakeel         | Nitin         |
| Josef Altin            | Bruce         |
| Billy Postlethwaite    | Bill          |
| Roger Jean Nsengiyumva | Rog           |
| Jaime Winstone         | Pamela        |
| Michael Obiora         | Baxter        |
| Maisy De Freitas       | Lara (7 jr.)  |
| Emily Carey            | Lara (14 jr.) |

## Achtergrond

### Productie

#### Ontwikkeling en pre-productie
GK Films, het productiebedrijf van producent Graham King, verkreeg in 2011 de filmrechten op Tomb Raider, met het plan om een reboot rond het oorsprongsverhaal van Lara Croft te maken. In 2013 werden de rechten overgedragen aan MGM en kondigden de twee productiebedrijven aan om de film samen te ontwikkelen. Op 12 juni 2013 raakte bekend dat Marti Noxon werd aangetrokken om het scenario te schrijven.
Eind februari 2015 werd bekendgemaakt dat Warner Bros. Pictures naast distributeur ook de film zou co-financieren met MGM en co-produceren met MGM en GK Films. Tevens werd Evan Daugherty aangetrokken om het scenario te schrijven. Op 17 november 2017 werd bekendgemaakt dat Roar Uthaug de film zou regisseren. Tevens werd Geneva Robertson-Dworet aangetrokken om het scenario van Noxon en Daugherty te herschrijven.

#### Casting
Nadat Uthaug als regisseur werd aangesteld en het scenario de goede kant opging, ging de productie op zoek naar een geschikte actrice om de hoofdrol te spelen. Eind maart 2016 maakte Daisy Ridley in een interview bekend dat ze gesprekken had met de productie voor de rol van Lara Croft. Een maand later werd aangekondigd dat Alicia Vikander werd gecast als Croft.

#### Opnames
De opnames gingen van start op 23 januari 2017 in Kaapstad (Zuid-Afrika) en werden afgerond op 9 juni 2017 in de Leavesden Studios (Groot-Brittannië).

#### Muziek
Op 11 september 2017 werd bekendgemaakt dat Tom Holkenborg, beter bekend als Junkie XL de originele filmmuziek zal componeren.

### Promotie
Op 18 september 2017 gaf de productie de eerste poster vrij, net als een teaser voor de eerste trailer, die een dag later werd gelanceerd.